# G. William Whitehurst

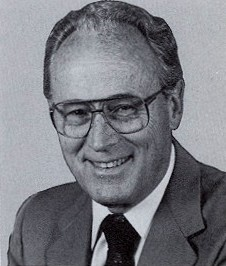
G. William Whitehurst (1985)

George William Whitehurst (* 12. März 1925 in Norfolk, Virginia) ist ein ehemaliger US-amerikanischer Politiker. Zwischen 1969 und 1987 vertrat er den Bundesstaat Virginia im US-Repräsentantenhaus.

## Werdegang
William Whitehurst besuchte bis 1942 die Maury High School in Norfolk. Während des Zweiten Weltkrieges diente er zwischen 1943 und 1946 in der US Navy im pazifischen Raum. Nach dem Krieg setzte er seine Ausbildung fort. Bis 1950 studierte er an der Washington and Lee University in Lexington. Daran schloss sich bis 1951 ein Studium an der University of Virginia in Charlottesville an. Er beendete seine Studienzeit mit einem Philosophiestudium an der West Virginia University in Morgantown. Bereits von 1950 bis 1968 war er Fakultätsmitglied des Old Dominion College in Norfolk. Politisch schloss er sich der Republikanischen Partei an.
Bei den Kongresswahlen des Jahres 1968 wurde Whitehurst im zweiten Wahlbezirk von Virginia in das US-Repräsentantenhaus in Washington, D.C. gewählt, wo er am 3. Januar 1969 die Nachfolge von Porter Hardy antrat. Nach acht Wiederwahlen konnte er bis zum 3. Januar 1987 neun Legislaturperioden im Kongress absolvieren. In diese Zeit fielen unter anderem das Ende des Vietnamkrieges und der Bürgerrechtsbewegung sowie im Jahr 1974 die Watergate-Affäre. Zeitweise war Whitehurst Mitglied im Streitkräfteausschuss, im Geheimdienstausschuss und im Ethikausschuss. Im Jahr 1986 verzichtete er auf eine weitere Kandidatur.
Seit dem Ende seiner Zeit im US-Repräsentantenhaus wurde William Whitehurst wieder Fakultätsmitglied am Old Dominion College in Norfolk, der heutigen Old Dominion University (ODU), und ging erst 2020 im Alter von 95 Jahren endgültig in den Ruhestand. Zeitweise arbeitete er auch als Fernsehjournalist bei dem Sender WTAR-TV.